# Chiesa del popolo guancio

Simbolo della dea Tanit, che viene utilizzato come un simbolo della Chiesa.

La Chiesa del Popolo Guancio (in lingua spagnola: Iglesia del Pueblo Guanche) è un'organizzazione religiosa, fondata nel 2001 nella città di San Cristóbal de La Laguna (Tenerife, Isole Canarie, Spagna), con l'obiettivo di salvare e diffondere la religione pagana dei Guanci.
È stata fondata da un gruppo di devoti canari della dea Chaxiraxi. La Chiesa ha eseguito battesimi e matrimoni sulla base di cerimonie della tradizione guancia. Nel 2002, un matrimonio che si teneva in conformità con presunti riti guanci ha avuto luogo sull'isola di Tenerife — una pratica non osservata per diversi secoli, da quando iniziò la dominazione spagnola dell'arcipelago.
La Chiesa del Popolo Guancio è simile ad altri movimenti neo-pagani, come l'ellenismo e l'etenismo. Nel 2008 la Chiesa contava circa 300 membri.